# Răpirea internațională de minori
Răpirea internațională de minori reprezintă o traumă care este trăită de foarte mulți părinți și copii în contextul creșterii ratei divorțurilor în care sunt implicați minori și a mobilității din ce în ce mai mari a persoanelor datorită intrării în vigoare a legii liberei circulații a bunurilor și persoanelor. În România, Legea 272/2004 privind protecția copiilor interzice expres scoaterea din țară a minorilor fără consimțământul ambilor părinți, indiferent de statutul lor juridic (necăsătoriți, căsătoriți, divorțați, etc.). Dintr-o eroare legislativă, însă, Legea cu privire la libera circulație a bunurilor și persoanelor are un paragraf care menționează posibilitatea părintelui căruia i s-au încredințat printr-o hotărâre definitivă și irevocabilă de a ieși din țară fără a mai fi nevoie de acceptul celuilalt părinte.  . Măsura de schimbare a domiciliului minorului într-o altă țară este de natură a îngreuna situația tatălui în exercitarea dreptului de a avea legături personale cu minora, însă, conform raportului explicativ asupra Convenției de la Haga (Raportul Perez – Vera paragraful 65), aceasta poate constitui probă pentru revizuirea hotărârii referitoare la încredințarea copilului. . Atunci când dreptul de încredințare este exercitat în comun de ambii părinți ai unui minor (cazul părinților căsătoriți sau în cazul custodiei comune conform legii statului pe teritoriul căruia aceștia își au reședința obișnuită), niciunul dintre cei doi nu va putea decide singur în privința schimbării reședinței copilului într-un alt stat, fiind nevoie, de regulă, de acordul expres al celuilalt părinte ori de aprobarea instanței de judecată competente.

## Legislație relevantă

#### Convenția de la Haga din 1980
Convenția de la Haga din 1980, în vigoare în toate statele membre ale Uniunii Europene, se aplică atunci când un minor sub 16 ani este deplasat din statul reședinței sale obișnuite într-un alt stat, ori este reținut în acest al doilea stat prin încălcarea drepturilor de care se bucură unul din titularii răspunderii părintești. De regulă, situația intervine între părinții unui copil ori între părinți și bunici, una din părți fiind cea care deplasează/reține ilicit un copil în alt loc decât cel al reședinței sale obișnuite.

#### Regulamentul (CE) nr. 2201/2003 privind competența, recunoașterea și executarea hotărârilor judecătorești în materie matrimonială și în materia răspunderii părintești
- Înapoierea copilului care rezultă dintr-o hotărâre judecătorească executorie pronunțată într-un stat membru ulterior pronunțării unei hotărâri de ne-înapoiere în conformitate cu articolul 13 din Convenția de la Haga din 1980, este recunoscută și executorie într-un alt stat membru fără să fie necesară încuviințarea executării și fără să fie posibil să se opună recunoașterii sale, în cazul în care hotărârea a fost certificată în statul membru de origine utilizând formularul al cărui model este prevăzut în anexa IV din Regulament.
- Dreptul de vizită acordat printr-o hotărâre judecătorească executorie pronunțată într-un stat membru este recunoscut și are forță executorie într-un alt stat membru fără să fie necesară încuviințarea executării și fără să fie posibil să se opună recunoașterii acesteia în cazul în care hotărârea a fost certificată în statul membru de origine utilizând formularul al cărui model este prevăzut în anexa III din Regulament.

#### Legea 272/2004 privind protecția drepturilor copilului
| “ | Art. 23 (1) Copiii neinsotiti de parinti sau de un alt reprezentant legal ori care nu se gasesc sub supravegherea legala a unor persoane au dreptul de a li se asigura, in cel mai scurt timp posibil, reintoarcerea alaturi de reprezentantii lor legali. (2) Deplasarea copiilor in strainatate se realizeaza cu respectarea prevederilor Legii nr. 248/2005 privind regimul liberei circulatii a cetatenilor romani in strainatate, cu modificarile si completarile ulterioare.(3) Parintii sau, dupa caz, alta persoana responsabila de supravegherea, cresterea si ingrijirea copilului sunt obligati sa anunte la politie disparitia acestuia de la domiciliu, in cel mult 24 de ore de la constatarea disparitiei. | ” |
|   | |   |

| “ | Art. 109 (1) Ministerul Afacerilor Interne si ministerul Muncii, Familiei, Protectiei Sociale si Persoanelor Varstnice, in colaborare cu Ministerul Educatiei Nationale, vor efectua demersurile necesare pentru adoptarea tuturor masurilor legislative, administrative si educative destinate asigurarii protectiei efective impotriva oricaror forme de trafic intern sau international al copiilor, in orice scop sau sub orice forma, inclusiv de catre propriii parinti. (2) In acest scop, autoritatile publice mentionate la alin. (1) au responsabilitatea elaborarii unei strategii la nivel national pentru prevenirea si combaterea acestui fenomen, inclusiv a unui mecanism intern de coordonare si monitorizare a activitatilor intreprinse. | ” |
|   | |   |

| “ | Art. 110 (1) Copilul are dreptul la protectie impotriva oricarei forme de exploatare. (2) Institutiile si autoritatile publice, potrivit atributiilor lor, adopta reglementari specifice si aplica masuri corespunzatoare pentru prevenirea, intre altele: a) transferului ilicit si a nereturnarii copilului; b) incheierii adoptiilor, nationale ori internationale, in alte scopuri decat interesul superior al copilului; c) exploatarii sexuale si a violentei sexuale; d) rapirii si traficarii de copii in orice scop si sub orice forma; e) implicarii copiilor in conflicte armate; f) dezvoltarii fortate a talentelor copiilor in dauna dezvoltarii lor armonioase, fizice si mentale; g) exploatarii copilului de catre mass-media; h) exploatarii copilului in cadrul unor cercetari ori experimente stiintifice. . | ” |
|   | |   |

#### Conflictul cu prevederile legii privind libera circulație a bunurilor și persoanelor
Cu toate acestea, Legea nr. 248 privind libera circulații a bunurilor și serviciilor  privind libera circulații a bunurilor și serviciilor, adoptată ulterior Legii 272/2004, a creat prin frazarea articolului 30, o breșă în sistemul de protecție al copiilor, portiță folosită în mod ilegal de unii părinți custodieni care încearcă astfel să despartă fizic copii de părintele necustodian. Aceasta se întâmplă deși legea 272/2004 menționează la Art. 2 aliniatul (1) că "prezenta lege, orice alte reglementări adoptate în domeniul respectării și promovării drepturilor copilului, precum și orice act juridic emis sau, după caz, încheiat în acest domeniu se subordonează cu prioritate principiului interesului superior al copilului" interpretarea organelor de poliției de frontieră este încă neunitară, astfel că se ajunge deseori ca minorii să fie scoși relativ ușor din țară, chiar și în lipsa acordului părintelui ce nu a primit custodia copilului.

## Competența
Instanțele din statul membru în care a fost deplasat copilul sau a fost reținut ilicit vor deține competența de a se pronunța asupra cererii de înapoiere întemeiată pe Convenția de la Haga din 1980. în ipoteza în care cererea de înapoiere ar fi respinsă, hotărârea va putea fi totuși înlocuită cu o hotărâre ulterioară a instanței din statul membru al reședinței obișnuite a copilului înaintea deplasării sale sau a reținerii sale ilicite. Dacă această hotărâre implică înapoierea copilului, înapoierea va fi realizată fără a fi necesară recurgerea la vreo procedură pentru recunoașterea și executarea hotărârii în cauză în statul membru în care se află copilul răpit.

## Înapoierea copilului
Înapoierea copilului care rezultă dintr-o hotărâre judecătorească executorie pronunțată într-un stat membru ulterior pronunțării unei hotărâri de ne-înapoiere în conformitate cu articolul 13 din Convenția de la Haga din 1980, este recunoscută și executorie într-un alt stat membru fără să fie necesară încuviințarea executării și fără să fie posibil să se opună recunoașterii sale, în cazul în care hotărârea a fost certificată în statul membru de origine utilizând formularul al cărui model este prevăzut în anexa IV din Regulamentul II de la Bruxelles.

## Poziția CEDO asupra acestor aspecte

Lista țărilor membre ale convenției de la Haga

Acest fenomen al permiterii scoaterii din țară a minorilor fără consimțământul părintelui necustodian a fost condamnat în repetate rânduri de către Curtea Europeană a Drepturilor Omului care se bazează pe prevederile Drepturilor Omului. Câteva exemple spețe în care CEDO a judecat astfel de cauze: 
| - Cauza Monory vs. România și Ungaria - Cauza Ignaccolo-Zenide vs. România - Cauza Cauza Pini și Bertani, Manera și Atripaldi vs. România - Cauza Keegan vs. Irlanda | - Cauza Neulinger și Shuruk vs. Elveția - Cauza Lafargue vs. România - Cauza Deak vs. România și Marea Britanie - Cauza Cauza Nistor vs. România |

## Judecarea cauzelor de răpire internațională de minori în România
- Potrivit legislației în vigoare, cazurile de răpire internațională de minori se judecă în primă instanță doar la Tribunalul București, fiind atacabile la CA București.
- Lista[nefuncțională]
 cauzelor judecate de Curtea de Apel București având ca obiect răpirea internațională de minori (sentințe definitive și irevocabile)

## Mediatorul Parlamentului European pentru răpirile internaționale de copii de către unul dintre părinți
Funcția de Mediator al Parlamentului European pentru răpirile internaționale de copii de către unul dintre părinti a fost creată în 1987 pentru a veni în ajutorul copiilor proveniți din căsătorii internaționale destrămate, care au fost răpiți de unul dintre părinți. Evelyne Gebhardt a fost numită Mediatoare a Parlamentului în 2004, funcție ocupată anterior de Marie-Claude Vayssade (1987-1994) și Mary Banotti (1995-2004).
Rolul mediatorului este acela de a încerca ajungerea la un acord voluntar între părintele răpitor și celălalt părinte, interesele copilului (copiilor) acestora fiind primordiale. Având în vedere că orice copil are dreptul la ambii părinți, oricare dintre părinți poate să solicite o procedură de mediere.

## Alte documente CE relevante
- Regulamentul (CE) nr. 2201/2003 al Consiliului din 27 noiembrie 2003 privind competența, recunoașterea și executarea hotărârilor judecătorești în materie matrimonială și în materia răspunderii părintești, de abrogare a Regulamentului (CE) nr. 1347/2000, trebuie interpretat în sensul că nu se opune posibilității ca dreptul unui stat membru să condiționeze dobândirea drepturilor privind încredințarea de către tatăl unui copil, care nu este căsătorit cu mama acestuia din urmă, de obținerea de către tată a unei decizii a instanței naționale competente prin care să îi fie conferite astfel de drepturi, care poate face ca deplasarea copilului de către mama sa ori reținerea acestuia să fie ilicită, în sensul articolului 2 punctul 11 din acest regulament [6].
- Ghid Practic pentru aplicare a noului Regulament II de la Bruxelles (Regulamentul Consiliului (CE) Nr. 2201/2003 din 27 noiembrie 2003 cu privire la jurisdicția, recunoaștere și executarea hotărârilor în domeniul matrimonial și al răspunderii părintești, care a abrogat Regulamentul (CE) Nr. 1347/2000)
- Raport explicativ cu privire la Convenția de la Haga privitoare la răpirea internațională de minori (în engleză și franceză)

## Utile
- Variate modele de și exemple de notificări și răspunsuri din parte poliției de frontieră (aplicare practică)
- Manualul de implementare a custodiei unice, paragraful cu privire la scoaterea din țară a minorilor Arhivat în 24 octombrie 2011, la Wayback Machine. (wikibooks)
- Mediatorul Parlamentului European pentru răpirile internaționale de copii de către unul dintre părinți
- Exemplu real[nefuncțională]
 de returnare a minorului în condițiile Convenției de la Haga (preluat de pe situl www.omis.ro).
- Explicații în limba engleză
- missingchildreneurope.eu - organizatie de mediere internationala care se implica in medierea conflicterlor transnationale
- Aspecte civile ale rapirii internationale de minori Arhivat în 10 mai 2009, la Wayback Machine. (Ministerul Justitiei din Romania)